# Síndromes de Ehlers-Danlos
Los síndromes de Ehlers-Danlos (SED) son un grupo de trastornos genéticos hereditarios que afectan a los seres humanos, provocados por un defecto en la síntesis de colágeno. Por lo general, se caracterizan por la hipermovilidad de las articulaciones, hiperelasticidad de la piel y fragilidad de los tejidos. 
Dependiendo de la mutación individual, la gravedad del síndrome puede variar desde leve a potencialmente mortal. Aunque no hay cura conocida, existen tratamientos preventivos y para el manejo de los síntomas. 

## Denominación
Los epónimos del síndrome son Edvard Ehlers, de Dinamarca, quien la describió en 1901 con base en la hiperelasticidad dérmica, hiperlaxitud articular e hiperequimosis múltiple y Henri-Alexandre Danlos de Francia, 1908, quien lo observó en un paciente con pseudotumores moluscoides. El nombre fue sugerido por Poumeau-Dellille y Soulie.

## Epidemiología
La incidencia de los síndromes de Ehler-Danlos, independientemente del subtipo, está estimada entre 1 de cada 2500 y 1 de cada 5000 nacimientos.
En cuanto a los subtipos de SED, el más frecuente es el que cursa con síndrome de hipermovilidad articular benigno (SHLA), con una incidencia entre 1 por cada 10 000—15 000. Se estima que la incidencia del subtipo clásico es de 1 por cada 10 000—20 000 personas. El resto de subtipos poseen una incidencia mucho menor; así, el SED de subtipo cifoescoliótico posee un total de 60 pacientes declarados, y el SED con deficiencia de fibronectina se ha dado en solo una familia. No obstante, es probable que exista una subestimación de la incidencia general de SED, ya que los casos más leves de la enfermedad pueden no presentar manifestaciones clínicas significativas y, por tanto, no identificarse como síndrome.
En México, una de cada 600 personas padece este síndrome.

## Cuadro clínico

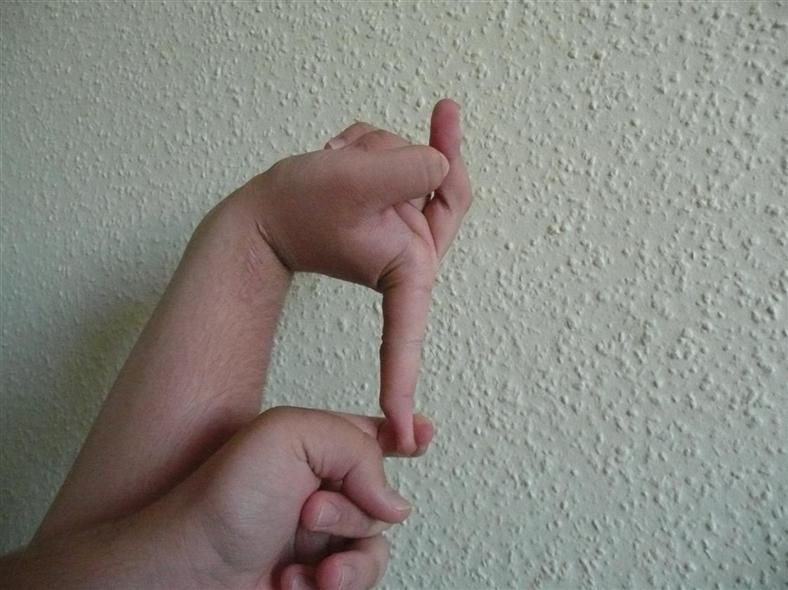
Paciente con síndrome de Ehlers-Danlos que muestra articulaciones hiperelásticas.

Los síntomas varían ampliamente según el nivel de mutación que padezca el paciente. No obstante, en cada caso los síntomas se deben en última instancia a la carencia o escasez de colágeno. Por ejemplo, en el tipo más común, el de la hipermovilidad, son frecuentemente observadas las articulaciones flexibles e inestables con una tendencia a dislocaciones dolorosas y subluxaciones. Esto se debe a que los ligamentos carecen del tipo adecuado de colágeno y son demasiado elásticos. El paciente puede padecer también una baja capacidad pulmonar, mucho cansancio al hacer deporte, alteraciones circulatorias, soplos, infartos, etc. Pero si el tipo no es de los graves, se puede llevar una vida normal, siendo prudente.
- El llamado tipo clásico de SED se caracteriza por cicatrices en forma de papel de fumar o "papiráceas" y estrías.
- El SED vascular puede provocar muerte prematura por ruptura de órganos o de vasos sanguíneos.[12]

En la tabla inferior se muestra una lista más amplia de los síntomas de cada tipo de SED. Existe solapamiento o similitud entre los síntomas de los diversos tipos. Por ejemplo, muchos de ellos muestran piel aterciopelada o hiperextensible. Además, las personas con el tipo con hipermovilidad presentan ligamentos muy elásticos, mientras que quienes padecen el tipo vascular poseen ligamentos con tendencia a la ruptura. Debido a la falta de un diagnóstico, se han dado casos en que se asume erróneamente que algunos de estos síntomas son provocados por abuso o violencia contra los pacientes niños.

### Trastornos asociados
Las personas con el síndrome de Ehlers-Danlos pueden presentar trastornos asociados, que contribuyen a empeorar los síntomas. Entre los más frecuentes cabe destacar la enfermedad celíaca, la fibromialgia, el síndrome de fatiga crónica, la deficiencia de vitamina D y la fiebre mediterránea familiar. Muchos pacientes tienen además malformación de Arnold Chiari o síndrome de Chiari. La enfermedad celíaca puede ser diagnosticada erróneamente como síndrome de Ehler-Danlos.

## Clasificación
El criterio diagnóstico internacional establecido en 2017 describe 13 tipos distintos dentro de los síndromes de Ehlers-Danlos. Excepto para el tipo hipermóvil, se han logrado identificar las mutaciones implicadas en cada uno de los tipos y se pueden detectar con precisión mediante pruebas genéticas. Esto resulta valioso debido a la gran cantidad de variación en la presentación de síntomas entre individuos, que puede confundir la clasificación si solo se atiende a los síntomas. A continuación se alistan los seis tipos principales: 
| Nombre          | Número        | Descripción | OMIM/ NCBI                                       | Gen(es) asociados                       |
| Clásico         | Tipos 1 y 2   | *Prevalencia: de 2 a 5 entre 100 000 habitantes. *Mutaciones: Colágenos tipo I y V. *Síntomas: Piel suave, aterciopelada y muy elástica que se rasga, lacera o presenta hematomas con facilidad y que cura lentamente, con tendencia a desarrollar crecimientos grasos o fibrosos benignos en áreas bajo presión. A veces, las venas se transparentan y hay una gran elasticidad en manos, sobre todo, hasta el punto de doblar los dedos por completo. El embarazo puede suponer un peligro para la vida en esta variante. | 130000 130010                                    | HGNC COL5A1 , HGNC COL5A2 , HGNC COL1A1 |
| Hipermovilidad  | Tipo 3        | *Prevalencia: Afecta a entre 1 por 10 000 a 15 000. Es probablemente el trastorno hereditario del tejido conectivo más común. *Autosómico-dominante. *Mutaciones: Todavía no se conoce causa molecular genética. El diagnóstico se realiza a partir de los criterios clínicos observables. *Síntomas: Puede darse piel sensible al dolor, aterciopelada; piel moderadamente hiperextensible y articulaciones inestables y laxas. Dislocaciones y subluxaciones frecuentes. Puede darse enfermedad degenerativa articular. El dolor asociado a esta afección es una complicación grave. Algunos individuos presentan prolapso mitral, que produce un incremento del riesgo de endocarditis infecciosa en intervenciones quirúrgicas, en particular en la cirugía maxilofacial, así como la posibilidad de progresar hacia el prolapso mitral con grave amenaza para la vida. | 130020                                           | Se desconoce                            |
| Vascular        | Tipo 4        | *Prevalencia: 1/100 000. *Mutación: Autosómico dominante en la síntesis del colágeno tipo III. Es clínicamente grave. Estudios pasados sitúan la expectativa de vida en torno a los 48 años. Sin embargo, estas cifras están probablemente sesgadas dado el hecho de que muchos de los casos no se diagnostican sino hasta el momento del fallecimiento. *Síntomas: La hipermovilidad se limita habitualmente a los dedos. La piel delicada presenta vasos sanguíneos frágiles, así como las cápsulas serosas de los órganos, con tendencia a la ruptura o a desarrollar aneurismas. La piel tiene un aspecto fino o traslúcido, observándose la red vascular subyacente en el pecho. Fragilidad y/o ruptura arterial, intestinal y uterina. Presencia extendida de hematomas. Apariencia facial característica: Ojos grandes y protuberantes, barbilla pequeña, nariz y labios finos y orejas sin lóbulos. Debido a la posibilidad de ruptura del útero, el embarazo puede suponer una amenaza para la vida en esta variante. | Definición 130050. NCBI Genetic Testing Registry | HGNC COL3A1                             |
| Cifoscoliosis   | Tipo 6        | *Prevalencia: Menos de 60 casos declarados. *Mutación: Autosómico recesiva debido a un defecto de la enzima lisil hidrolasa. *Síntomas: Escoliosis progresiva, debilidad muscular progresiva y esclerótica frágil. | 225400 229200                                    | HGNC PLOD1                              |
| Artrocalasia    | Tipos 7A y 7B | *Prevalencia: También es muy rara, con 30 casos declarados. *Mutación: Afecta al colágeno tipo I. *Síntomas: Esta variante puede manifestar articulaciones muy laxas e inestables, afectando a las caderas, que puede conducir a una osteortritis grave y temprana, a fracturas, piel elástica y frágil. | 13060                                            | HGNC COL1A1 , HGNC COL1A2               |
| Dermatosparaxis | Tipo 7C       | *Prevalencia: Muy rara, con menos de 10 casos declarados. *Síntomas: Esta variante combina articulaciones inestables con piel extremadamente frágil que pierde elasticidad. | 225410                                           | HGNC ADAMTS2                            |

A pesar de que la sintomatología es clara y definida, la enfermedad en sí rara vez obedece estrictamente las categorizaciones. Prevalece el solapamiento de síntomas y conduce a diagnósticos insuficientes o erróneos. Ningún paciente puede asumir o confiar en el "hecho" de que tiene un tipo determinado de SED cuando el solapamiento de síntomas es evidente y existe amenaza a la vida. 

El elevado número de tipos distintos del síndrome de Ehlers-Danlos que ya han sido identificados indica una gran heterogeneidad, pero claramente no se agota en la presente clasificación.

 Entre los tipos de síndromes relacionados u otros distintos a los ya expuestos publicados en la literatura médica estarían los siguientes ejemplos: 
- 305200 -- Tipo 5
- 130080 -- Tipo 8 - Gen no especificado, locus 12p13
- 225310 -- Tipo 10 -Gen no especificado, locus 2q34
- 608763 -- Tipo Beasley-Cohen
- 130070 -- Forma progeroide - HGNC B4GALT7
- 606408 -- Debido a una deficiencia en Tenascina X - HGNC TNXB
- 130090 -- Tipo no especificado

## Genética
Las siguientes mutaciones puede provocar el síndrome de Ehlers-Danlos:
- Proteínas fibrosas: COL1A1, COL1A2, COL3A1, COL5A1, COL5A2, y TNXB
- Enzimas: ADAMTS2 PLOD1

Las mutaciones en estos genes pueden alterar habitualmente la estructura, producción o procesamiento del colágeno o bien proteínas que interactúan con él. El colágeno proporciona estructura y resistencia al tejido conectivo en todo el organismo. Si tiene defectos se puede debilitar este tejido en la piel, huesos, vasos sanguíneos y órganos, lo cual resulta en los rasgos del síndrome. 
Los patrones hereditarios dependen del tipo de SED. La mayoría se heredan de forma autosómico dominante, lo cual significa que solo se necesita una de las dos copias del gen para que aparezca. Existe una minoría que se hereda de forma autosómica recesiva, es decir que para que se manifiesten los síntomas debe existir una alteración en ambos genes.

## SED en veterinaria
Se han observado síndromes semejantes al de Ehlers-Danlos en gatos del Himalaya, en algunos gatos domésticos de pelaje corto y en ciertas razas de ganado vacuno. Es una afección esporádica en los perros domésticos.[cita requerida]